# Киллджойс
«Киллджойс» (англ. Killjoys; другой вариант перевода — Кайфоломы) — канадский телесериал, созданный Мишель Ловереттой, в жанре космической фантастики и приключений. 10-серийный сериал «Киллджойс» впервые был заявлен 7 октября 2013 года. Сериал транслируется в США по кабельному каналу Syfy, в Канаде — по телеканалу Space.
Премьера сериала состоялась 19 июня 2015 года. Сериал был продлен на второй сезон 1 сентября 2015 года, премьера которого состоялась 1 июля 2016 года. Киллджойс был продлён на третий сезон с десятью эпизодами в сентябре 2016 года, его премьера состоялась 30 июня 2017 года. Позже сериал был продлён ещё на два сезона, которые планируется сделать финальными; 4-й сезон вышел в 2018 году, 5-й, завершающий сезон вышел в 2019 году.

## Сюжет
Действие сериала происходит в далекой планетной системе Квадро. Вся власть над планетами принадлежит коллегии знати, известной как Совет Девяти, и подчиненной им торгово-военной организации, которую просто называют «Компания». В системе существует жесткая кастовая система, согласно которой самые богатые и знатные живут на планете-рае Крэше, в то время как беднота и «средний класс» населяют планету Вестерли, из года в год страдающую от ионных бурь, и с почти уничтоженной «Компанией» экологией. Для контроля за населением Квадро была создана Коалиция Задержания и Рекламации (К. З. Р., англ. The Recovery and Apprehension Coalition (R.A.C.)), занимающаяся взаимооплачиваемыми поимкой или убийством нарушителей закона, отчего в народе их прозвали «киллджоями», или «кайфоломами». Одними из таких рекламационных агентов (Киллджоев) являются Джонни Джакоби и его напарница Датч, девушка с темным прошлым. Однажды Джонни взял от её имени «ордер» на убийство, который был выписан на его родного брата Д’Эвина, профессионального солдата, ищущего в Квадре таинственного доктора Ягера, который должен помочь ему справиться с навязчивыми видениями, где он убивает весь свой отряд. Разобравшись с «ордером», Д’Эвин присоединяется к Джонни и Датч, и становится Киллджоем. Несмотря на правило К. З. Р. «Ордер превыше всего», команде охотников придётся впутаться в экстремальные ситуации, где вместе сходятся политика, классовая война и прошлое каждого из них.

## В ролях
| Актёр             | Роль                               |
| ----------------- | ---------------------------------- |
| Аарон Эшмор       | Джон «Джонни» Джакоби              |
| Ханна Джон-Кеймен | Ялена «Датч» Ярдин / Анила Кин Рит |
| Люк Макфарлейн    | Д’авин «Дав» Джакоби               |
| Тамсен МакДонаф   | голос Люси                         |
| Том Элиссон       | Прима «При» Дезз                   |
| Нора МакЛеллан    | Беллус Харди                       |
| Роб Стюарт        | Клайн Кин Рит (Ярдин)              |
| Сара Пауэр        | Элеонор Потер Симмс                |
| Морган Келли      | Алвис Акари                        |
| Фрэнк Мур         | Хиллс Оонан                        |
| Мэйко Нгуйен      | Делл Сейя Кендри                   |
| Патрик Гэрроу     | Альфред Олиевич Турин              |
| Шон Бэк           | Фэнси Ли                           |
| Келли МакКормак   | Зефир «Зеф» Вос                    |
| Джейден Ноэл      | Джакоби «Джак» Оззман Кин Рит      |

## Эпизоды

### Сезон 1 (2015)
| No. | #  | Название                                        | Режиссёр        | Сценарист        | Оригинальная дата показа | Зрители Канады (в миллионах) |
| --- | -- | ----------------------------------------------- | --------------- | ---------------- | ------------------------ | ---------------------------- |
| 1 | 1  | «Bangarang» «Переполох»                         | Крис Грисмер    | Мишель Ловеретта | 19 июня 2015             | 0,97                         |
| Джон и Датч работают на Союз исправительных задержаний вместе уже шесть лет. Они путешествуют по галактике, убивая или арестовывая людей. Но однажды Джонни, в тайне от напарницы, берёт задание пятого уровня, выполнение которого заключается в смерти преступника. Человеком, которого должен убить Джон, оказывается его брат Д’Эвин, исчезнувший восемь лет назад. Чтобы спасти брата, Джон выходит с ним на ринг на рабовладельческом корабле. В это время Датч выясняет, что за головой Д’Эвина охотится ещё один человек из СИЗ. Чтобы сохранить жизнь брату, Джонни и Датч собираются отыскать то, что нужно Компании, управляющей Квадом, в обмен на отмену ордера на убийство Д’Эвина. Датч с Д’Эвином отправляются на поиски, но, найдя цель, попадают в неприятности — Фэнси Ли ранит Датч отравленным ножом. Во время галлюцинаций Датч встречает человека, сделавшего её убийцей, и он спасает её. Заполучив цель, Джон, Датч и Д’Эвин договариваются с Компанией, и Д’Эвин остаётся на свободе. |    |                                                 |                 |                  |                          |                              |
| 2 | 2  | «The Sugar Point Run» «Рейд на Шугар-Пойнт»     | Крис Грисмер    | Джереми Боксен   | 26 июня 2015             | 1,03                         |
| Команду посылают на спасение заложницы, которую угрожают убить, если не вернут заключённого, находящегося под стражей. В ходе миссии выясняется, что у преступников боевая ракета, а у человека, которого следует доставить — коды запуска к ней. В процессе выполнения задания заложницу спасают, а ракету взрывают. Д’Эвин официально присоединяется к команде. |    |                                                 |                 |                  |                          |                              |
| 3 | 3  | «The Harvest» «Жатва»                           | Майкл Робинсон  | Аарон Мартин     | 3 июля 2015              | 0,92                         |
| Ордер с заданием вернуть пропавшего рабочего-мигранта на Лейте не так прост, как кажется, когда киллджои обнаруживают, что нечто опасное скрывается на краю фермы. Между тем психиатрическое обследование поднимает вопрос, здоров ли Д’авин умственно, чтобы выполнять работу. |    |                                                 |                 |                  |                          |                              |
| 4 | 4  | «Vessel» «Сосуд»                                | Энди Микита     | Эмили Андрас     | 10 июля 2015             | 0,98                         |
| Киллджои находят свой ритм как трио, сталкиваясь с грязной стороной политического мира, когда они транспортируют группу суррогатов из крепости плохих земель. |    |                                                 |                 |                  |                          |                              |
| 5 | 5  | «A Glitch in the System» «Глюк в системе»       | Крис Грисмер    | Адам Баркер      | 17 июля 2015             | 0,96                         |
| Обычная на первый взгляд миссия на заброшенном корабле принимает неожиданный поворот. Киллджои сталкиваются с противником, который открывает их самые темные тайны. |    |                                                 |                 |                  |                          |                              |
| 6 | 6  | «One Blood» «Одной крови»                       | Майкл Нэнкин    | Эннмари Мораис   | 24 июля 2015             | 1,00                         |
| Все главные киллджои настроены друг против друга в гонке с целью найти Большого Джо, легендарного охотника за головами, предавшего правила. |    |                                                 |                 |                  |                          |                              |
| 7 | 7  | «Kiss Kiss, Bye Bye» «Здравствуй и прощай»      | Паоло Берзман   | Мишель Ловеретта | 31 июля 2015             | 0,84                         |
| Поиски с целью раскрыть тайну недостающих воспоминаний Д’авина приводят Киллджоев на черный рынок и вызывают шокирующий инцидент, который будет преследовать команду. |    |                                                 |                 |                  |                          |                              |
| 8 | 8  | «Come the Rain» «Да хлынет дождь»               | Питер Стеббингс | Джереми Боксен   | 7 августа 2015           | 1,08                         |
| Токсичная буря вынуждает Джона и Поутер найти убежище в заведении, наводненном бандой опасных преступников. Между тем Датч и Д’авин застревают на Люси опасно близко к глазу бури. |    |                                                 |                 |                  |                          |                              |
| 9 | 9  | «Enemy Khlyen» «Противостояние Клайну»          | Паоло Берзман   | Эмили Андрас     | 14 августа 2015          | 0,90                         |
| Киллджои наконец сводят счеты с Клайеном, но обнаруживают шокирующую правду о его присутствии, которая заставляет Датч задаться вопросом, была ли она когда-либо поистине свободна. |    |                                                 |                 |                  |                          |                              |
| 10 | 10 | «Escape Velocity» «Вторая космическая скорость» | Кен Джиротти    | Мишель Ловеретта | 21 августа 2015          | 0,89                         |
| Друг, близкий киллджоям, арестован Компанией; Датч и Джон вынуждены выбрать сторону, поскольку напряженность выходит из-под контроля. |    |                                                 |                 |                  |                          |                              |

### Сезон 2 (2016)
| No. | #  | Название                                                                                     | Режиссёр         | Сценарист                                                               | Оригинальная дата показа | Зрители Канады (в миллионах) |
| --- | -- | -------------------------------------------------------------------------------------------- | ---------------- | ----------------------------------------------------------------------- | ------------------------ | ---------------------------- |
| 11 | 1  | «Dutch and the Real Girl» «Датч и настоящая девушка»                                         | Стефан Плещински | Мишель Ловеретта                                                        | 1 июля 2016              | 0,77                         |
| После неудачной попытки Д’эвина, Джон и Датч отправляются в Eulogy в надежде украсть высокотехнологичный и таинственный щит, который поможет осуществить их план.                                     |    |                                                                                              |                  |                                                                         |                          |                              |
| 12 | 2  | «Wild, Wild Westerley» «Дикий, дикий Уэстерли»                                               | Мартин Вуд       | Шон Рейкрафт                                                            | 8 июля 2016              | 0,71                         |
| Д’эвин решает вернуться в команду Киллджойсов. Вместе они отправляются в руины Старого Города, чтобы поймать восьмерых беглых преступников, которым удалось сбежать из тюрьмы.                        |    |                                                                                              |                  |                                                                         |                          |                              |
| 13 | 3  | «Shaft» «Шахта»                                                                              | Мартин Вуд       | Джон Кукси                                                              | 15 июля 2016             | 0,62                         |
| Часть секретного расследования приводит Киллджойс глубоко под землю в заброшенную шахту, где охотники за головами становятся преследуемыми.                                                           |    |                                                                                              |                  |                                                                         |                          |                              |
| 14 | 4  | «Schooled» «Школа»                                                                           | Руба Надда       | Сценарий: Дженнифер Кеннеди и Джулиан Дусе Телепостановка: Джулиан Дусе | 22 июля 2016             | 0,49                         |
| Казалось бы простая миссия сопровождения принимает пугающий оборот, когда кайфоломы обнаруживают, что ученики загадочно исчезли из школы для одаренных детей Уэстерли.                                |    |                                                                                              |                  |                                                                         |                          |                              |
| 15 | 5  | «Meet the Parents» «Знакомство с родителями»                                                 | Джефф Ренфро     | Адам Баркен                                                             | 29 июля 2016             | 0,77                         |
| Джонни сопровождает Патер домой для встречи с семьей, в то время как Д’авин испытывает неожиданные побочные эффекты от экспериментов Клайена.                                                         |    |                                                                                              |                  |                                                                         |                          |                              |
| 16 | 6  | «I Love Lucy» «Я люблю Люси»                                                                 | Грант Харви      | Джон Кукси                                                              | 5 августа 2016           | 0,55                         |
| Датч пытается найти зеленую плазму, однако вскоре они оказываются на радаре эксцентричного галактического коллекционера.                                                                              |    |                                                                                              |                  |                                                                         |                          |                              |
| 17 | 7  | «Heart-Shaped Box» «Шкатулка в форме сердца»                                                 | Эйприл Маллен    | Мишель Ловеретта                                                        | 12 августа 2016          | 0,63                         |
| Команде предстоит столкнуться с серьезным испытанием. Датч собирается допросить агента с шестым уровнем допуска. В это время Джонни пытается достать информацию об офицере Джелко для доктора Симмс.  |    |                                                                                              |                  |                                                                         |                          |                              |
| 18 | 8  | «Full Metal Monk» «Цельнометаллический монах»                                                | Паоло Барзмен    | Шон Рейкрафт                                                            | 19 августа 2016          | 0,60                         |
| Подсказки из передачи Клайена приводят Д’авина и Элвиса в старую исследовательскую лабораторию на Аркине. Между тем Джонни и Патер пытаются сплотить внешнюю поддержку на нависшей войне за Уэстерли. |    |                                                                                              |                  |                                                                         |                          |                              |
| 19 | 9  | «Johnny Be Good» «Будь паинькой, Джонни»                                                     | Стефан Плещински | Адам Баркен                                                             | 26 августа 2016          | 0,68                         |
| Датч поймана в результате плана Патер освободить Старый город от правления Джелко. |    |                                                                                              |                  |                                                                         |                          |                              |
| 20 | 10 | «How to Kill Friends and Influence People» «Как убивать друзей и оказывать влияние на людей» | Питер Стеббингс  | Мишель Ловеретта и Джереми Боксен                                       | 2 сентября 2016          | 0,63                         |
| Кайфоломы объединяются со старым врагом и отчаянно пытаются сорвать план шестого уровня в Квадре. |    |                                                                                              |                  |                                                                         |                          |                              |

### Сезон 3 (2017)
| № общий | № в сезоне | Название                                                            | Режиссёр   | Автор сценария | Дата премьеры   | Произв. код | Зрители в США (млн) |
| --- | ---------- | ------------------------------------------------------------------- | ---------- | -------------- | --------------- | ----------- | ------------------- |
| 21 | 1          | «Boondoggie» «Чушь собачья»                                         | Неизвестно | Неизвестно     | 30 июня 2017    | 301         | TBA                 |
| Датч и Давин разрабатывают смелый план, который поможет им вывести врагов на чистую воду, разделавшись с ними в зоне досягаемости. Джонни начинает отчаянную охоту, чтобы помочь Кларе и освободить девушку. Вскоре Джонни приходится уйти в глубокое подполье, а след Клары окончательно теряется. |            |                                                                     |            |                |                 |             |                     |
| 22 | 2          | «A Skinner, Darkly» «Сквозь тусклый мешок»                          | Неизвестно | Неизвестно     | 7 июля 2017     | 302         | TBA                 |
| Турин подговаривает Дэйвина и Дотча взять новичков для временной замены Джонни. С помощью свежей крови они планируют провернуть опасное дело, но новички в итоге оказываются в тюрьме. Джонни обнаруживает у себя новые уникальные способности благодаря Джею. Клара отправляется на опасные поиски некоего источника вечной молодости. |            |                                                                     |            |                |                 |             |                     |
| 23 | 3          | «The Hullen Have Eyes» «У халленов есть глаза»                      | Неизвестно | Неизвестно     | 14 июля 2017    | 303         | TBA                 |
| Главным героям приходится отправиться в загадочное место, координаты которого они так долго искали. Вот только планета оказывается выжженным, непригодным для жизни краем, где в местном тренировочном лагере обитают жуткие существа. |            |                                                                     |            |                |                 |             |                     |
| 24 | 4          | «The Lion, the Witch & the Warlord» «Лев, колдунья и волшебный При» | Неизвестно | Неизвестно     | 21 июля 2017    | 304         | TBA                 |
| Датч и Джонни вынуждены искать помощи у неожиданного союзника. Дэйвин пытается докопаться до правды, исследуя мотивы действия Черного ордера. Расследование приводит Дэйвина к неутешительным выводам касательно его собственной семьи. |            |                                                                     |            |                |                 |             |                     |
| 25 | 5          | «Attack the Rack» «Чужие в КЗР»                                     | Неизвестно | Неизвестно     | 28 июля 2017    | 305         | TBA                 |
| Повстанцы пытаются справиться с бунтом и навести порядок и в их родном городе. Однако для этого им придется совершить тайное нападение на базу своих самых безжалостных врагов. |            |                                                                     |            |                |                 |             |                     |
| 26 | 6          | «Necropolis Now» «Некрополис сегодня»                               | Неизвестно | Неизвестно     | 4 августа 2017  | 306         | TBA                 |
| Джонни встречается с неким злодеем из собственного прошлого. Он вынужден мириться с его влиянием на будущее всей группы. Дотч сталкивается лицом к лицу с олицетворением своего личного ада. |            |                                                                     |            |                |                 |             |                     |
| 27 | 7          | «The Wolf You Feed» «Волк, которого ты кормишь»                     | Неизвестно | Неизвестно     | 11 августа 2017 | 307         | TBA                 |
| Дотч отчаивается получить необходимую ему власть в группе. В связи с этим, он уходит в самоволку, рискуя безопасностью своих друзей. Воспоминания Анилы возвращаются, и это порождает массу проблем. |            |                                                                     |            |                |                 |             |                     |
| 28 | 8          | «Heist, Heist, Baby» «Грабь, грабь, детка»                          | Неизвестно | Неизвестно     | 18 августа 2017 | 308         | TBA                 |
| Команда главных героев разрабатывает план, который поможет им ограбить конвой. Перевозимый груз имеет большую ценность, но изначальная задумка терпит крах из-за конфликтов между членами экипажа. Анила бросается на отчаянные поиски своего давнего приятеля. |            |                                                                     |            |                |                 |             |                     |
| 29 | 9          | «Reckoning Ball» «Груз раскаяния»                                   | Неизвестно | Неизвестно     | 25 августа 2017 | 309         | TBA                 |
| Приближается Ночь расплаты: много лет назад в этот день халлены впервые пришли в Квадро, что послужило началом создания ордена Исколотых. Тем временем на базу прибывает неопознанный вражеский корабль, пассажирка которого преподносит сразу несколько сюрпризов киллджоям. В то время как Джонни начинает переговоры со старой знакомой, Д'Авин с Датч решают провернуть маневр, который позволит спасти последнюю от гибели. Однако в процессе реализации у друзей возникают непредвиденные трудности, в то время как Кендри блестяще исполняет свою часть плана, разработанного Анилой. |            |                                                                     |            |                |                 |             |                     |
| 30 | 10         | «Wargasm» «Взрывазм»                                                | Неизвестно | Неизвестно     | 1 сентября 2017 | 310         | TBA                 |
| У команды главных героев появляется все необходимое, чтобы идти вперед и устроить масштабную войну. Однако Анила внезапно меняет свою стратегию, что вносит определенную сумятицу в действия всех персонажей. Теперь принимать решения придется оперативно. |            |                                                                     |            |                |                 |             |                     |

### Сезон 4 (2018)
| № общий | № в сезоне | Название | Режиссёр   | Автор сценария | Дата премьеры    | Произв. код | Зрители в США (млн) |
| --- | ---------- | --- | ---------- | -------------- | ---------------- | ----------- | ------------------- |
| 31 | 1          | «The Warrior Princess Bride» «Королева воинов, принцесса-невеста»                                              | Неизвестно | Неизвестно     | 20 июля 2018     | 401         | TBA                 |
| В ловушке загадочного и умопомрачительного зеленого пространства, в бегах от смертельно опасной Леди, Анила и ее отец Клайн изо всех сил пытаются хотя бы на шаг опережать своих преследователей. Тем временем Датч рассказывает историю о первой миссии в Квадро. |            | |            |                |                  |             |                     |
| 32 | 2          | «Johnny Dangerously» «Опасный Джонни»                                                                          | Неизвестно | Неизвестно     | 27 июля 2018     | 402         | TBA                 |
| Д'авин и Делл Сейе пытаются спасти раненого Джонни, за которым началась настоящая охота. Неожиданно операция по спасению оказывается под угрозой срыва. |            | |            |                |                  |             |                     |
| 33 | 3          | «Bro-D Trip» «Не по пути»                                                                                      | Неизвестно | Неизвестно     | 3 августа 2018   | 403         | TBA                 |
| Джонни манипулирует Д'Авином, помогая ему найти зеленый бассейн. Тем временем Зеф сталкивается с угрозой смерти, и пытается понять, что ему делать дальше. |            | |            |                |                  |             |                     |
| 34 | 4          | «What to Expect When You're Expecting...an Alien Parasite» «Чего ждать, когда ждешь... инопланетного паразита» | Неизвестно | Неизвестно     | 10 августа 2018  | 404         | TBA                 |
| Датч будит Джона, когда вокруг царит суматоха, а ребенок Д’Ав вот-вот появится на свет. Из-за того, что плод слишком большой, команда решает прибегнуть к экстренной процедуре кесарева сечения.                                                                   |            | |            |                |                  |             |                     |
| 35 | 5          | «Greening Pains» «Трудный возраст»                                                                             | Неизвестно | Неизвестно     | 17 августа 2018  | 405         | TBA                 |
| Маленький сынишка Д'авин, который только-только родился, находится в опасности. Команда самоотверженно пытается его спасти, и делает все возможное, дабы не случилось непоправимого.                                                                               |            | |            |                |                  |             |                     |
| 36 | 6          | «Baby, Face Killer» «"Моя няня - убийца»                                                                       | Неизвестно | Неизвестно     | 24 августа 2018  | 406         | TBA                 |
| Датч проводит тренировки с Жаком, обучая его премудростям боевых искусств. Это жизненно необходимо в свете предстоящей встречи с опасным противником. Тем временем Фэнси Ли вместе с При разыскивают пропавшего товарища.                                          |            | |            |                |                  |             |                     |
| 37 | 7          | «O Mother, Where Art Thou?» «О где же ты, матушка?»                                                            | Неизвестно | Неизвестно     | 31 августа 2018  | 407         | TBA                 |
| Жак и Д'авин отправляются в путешествие. Тем временем Джон и Датч пытаются разобраться с новой загадкой, подброшенной Клайном. |            | |            |                |                  |             |                     |
| 38 | 8          | «It Takes a Pillage» «У семи киллджоев...»                                                                     | Неизвестно | Неизвестно     | 7 сентября 2018  | 408         | TBA                 |
| Джонни Джакоби возвращается в родную гавань, но это приводит к совершенно неожиданным и трагическим последствиям. Датч и Зеф из-за своей любви к науке попадают в сложную ситуацию.                                                                                |            | |            |                |                  |             |                     |
| 39 | 9          | «The Kids are Alright?» «Детки в порядке?»                                                                     | Неизвестно | Неизвестно     | 14 сентября 2018 | 409         | TBA                 |
| Компания спешит на помощь к детям, оказавшимся в опасной ситуации. Сумасшедший накал страстей во время проведения спецоперации очень сближает Зеф и Пип. |            | |            |                |                  |             |                     |
| 40 | 10         | «Sporemageddon» «Спормагеддон»                                                                                 | Неизвестно | Неизвестно     | 21 сентября 2018 | 410         | TBA                 |
| братья Джакоби оказываются во вражеском лагере, полные решимости расквитаться с всеми, кто этого заслуживает. Получится ли у них завершить все свои дела, и уйти отсюда целыми и невредимыми?                                                                      |            | |            |                |                  |             |                     |

### Сезон 5 (2019)
| № общий | № в сезоне | Название                                            | Режиссёр        | Автор сценария               | Дата премьеры    | Произв. код | Зрители в США (млн) |
| --- | ---------- | --------------------------------------------------- | --------------- | ---------------------------- | ---------------- | ----------- | ------------------- |
| 41 | 1          | «Run, Yala, Run» «Беги, Яла, Беги»                  | Питер Стеббингс | Мишель Ловеретта             | 19 июля 2019     | 501         | 0.32                |
| Датч осознает, что Леди заперла Вестерли в коллективной иллюзии, и что в мире без воспоминаний ничто не является тем, чем кажется на первый взгляд.                 |            |                                                     |                 |                              |                  |             |                     |
| 42 | 2          | «Blame It On The Rain» «Во всем виноват дождь»      | Питер Стеббингс | Николай Трубецкой            | 26 июля 2019     | 502         | 0.26                |
| Избавившись от матрицы памяти, Датч полна решимости разбудить своих друзей и остановить Леди, пока не стало слишком поздно.                                         |            |                                                     |                 |                              |                  |             |                     |
| 43 | 3          | «Three Killjoys and a Lady» «Три Киллджойса и леди» | Паоло Барзмен   | Вивиан Лин & Дерек Робертсон | 2 августа 2019   | 503         | 0.38                |
| Трио Киллджойс пытаются понять, есть ли среди них предатель, после их побега от Леди и воссоединения с Люси вне стен матрицы.                                       |            |                                                     |                 |                              |                  |             |                     |
| 44 | 4          | «Ship Outta Luck» «Корабль невезения»               | Паоло Барзмен   | Джули Пакрин                 | 9 августа 2019   | 504         | 0.39                |
| Трио Киллджойс нужно найти способ вырваться из неизбежной тюрьмы строгого режима.                                                                                   |            |                                                     |                 |                              |                  |             |                     |
| 45 | 5          | «A Bout, a Girl» «Бой, девушка»                     | Джеймс Дженн    | Эндрю де Анжелис             | 16 августа 2019  | 505         | н/д                 |
| Датч проникает в смертельную тюрьму и борется за шанс захватить весь корабль.                                                                                       |            |                                                     |                 |                              |                  |             |                     |
| 46 | 6          | «Three Mutineers» «Три мятежника»                   | Джеймс Дженн    | Адам Бэркен                  | 23 августа 2019  | 506         | н/д                 |
| Датч застигнута врасплох, когда ситуация с заложниками принимает неожиданный поворот. Поэтому она вынуждена еще раз обдумать новый план вместе с Д'авином и Джоном. |            |                                                     |                 |                              |                  |             |                     |
| 47 | 7          | «Cherchez La Bitch» «Ищите суку»                    | Паоло Барзмен   | Мишель Ловеретта             | 30 августа 2019  | 507         | н/д                 |
| Команда отправляется на секретную миссию и пытается проникнуть на военную базу Летиан в надежде отыскать настоящее тело Леди.                                       |            |                                                     |                 |                              |                  |             |                     |
| 48 | 8          | «Don't Stop Beweaving» «Не переставать ткать»       | Неизвестно      | Неизвестно                   | 6 сентября 2019  | 508         | н/д                 |
| Датч и Зеф отправляются в опасный культ на Лейте, чтобы найти ключ к уничтожению Леди.                                                                              |            |                                                     |                 |                              |                  |             |                     |
| 49 | 9          | «Terraformance Anxiety» «Тревога Терраформанса»     | Неизвестно      | Неизвестно                   | 13 сентября 2019 | 509         | н/д                 |
| Планы терраформирования Леди становятся реальностью, но трио Киллджойс ищет способ, чтобы ее победить.                                                              |            |                                                     |                 |                              |                  |             |                     |
| 50 | 10         | «Last Dance» «Последний танец»                      | Неизвестно      | Неизвестно                   | 20 сентября 2019 | 510         | н/д                 |
| Датч пытается заманить Леди и попадает в разгар финального открытия.                                                                                                |            |                                                     |                 |                              |                  |             |                     |

## Критика
- На сайте Metacritic сериал получил 59 из 100 баллов, основываясь на 8 отзывах критиков.[12]
- На сайте Rotten Tomatoes 1 сезон получил 80 баллов, основываясь на отзывах 15 критиков.[13]